# Ante Sikirić
Ante Sikirić (Bibinje, 12. srpnja  1950.), hrvatski književnik. Piše pjesme na narječju rodnih Bibinja. Dio pjesama napisao je za glazbene sastave, osobito za klape. Pjesme su mu uglazbljene i izvođene na svim značajnijim festivalima u Hrvata. Tematski je u pjesmama opjevao sve, a držao se podalje od politike. Česte su slike njegovih rodnih Bibinja. Poznat po uspješnoj suradnji s klapom Intrade.

## Životopis
U rodnim Bibinjama završio je osnovnu školu. Srednju tokarsku završio je u Zadru. Radni vijek proveo je u Zadru. Radio je u zadarskoj tvornici Otočanka. Danas je umirovljenik i živi, radi na obiteljskom imanju i piše u rodnim Bibinjama. Glazbeno nije u mirovini, nego je nazočan je svim važnijim kulturnim manifestacijama u zadarskom okrugu i šire.

## Djela
Objavio je ove zbirke pjesama: 
- Moji tići (1992.)[1][3]
- Vrime dišpeta  (u pripremi)[1][3]

Autor je kultne pjesme Croatio iz duše te ljubim. Uglazbljeno mu je osamdeset, od kojih su poznate Neka ti bude postelja meka, Ne znam što me tebi vuče, Samo more nosim ja u duši, Uzorita.

## Vanjske poveznice
- Ante Sikirić, ZAMP